# Palazzo Pallavicini Rospigliosi
Il Palazzo Pallavicini Rospigliosi è stato costruito a Roma dalla famiglia Borghese sul colle del Quirinale.

## Storia e descrizione

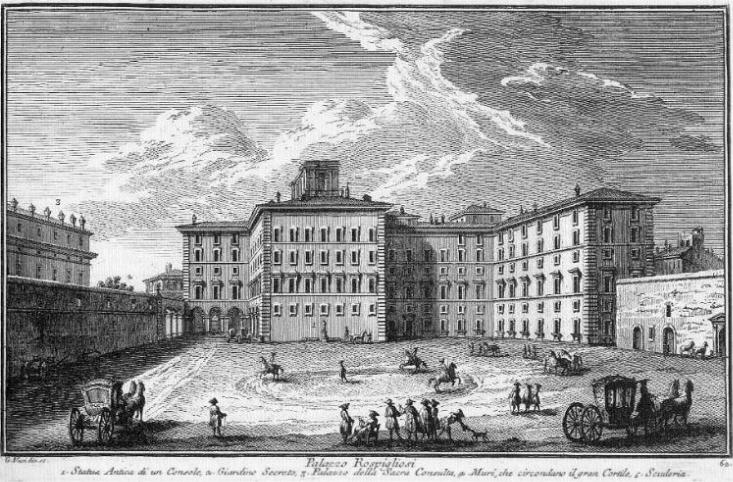
Una illustrazione di palazzo Pallavicini Rospigliosi

La costruzione sorge sui ruderi delle Terme di Costantino, oggi inglobati nello scantinato del Casino.
Il palazzo fu costruito dal cardinale Scipione Borghese, nipote del papa Paolo V, come grande dimora della famiglia edificata accanto alla residenza papale del Palazzo del Quirinale. La costruzione del palazzo fu affidata dal cardinale Caffarelli-Borghese a Flaminio Ponzio al quale succedette nel 1613, dopo la morte del Ponzio, l'architetto Carlo Maderno, mentre il giardino (con il Casino dell'Aurora) fu progettato da Giovanni Vasanzio.
Il palazzo passò successivamente, per breve tempo, a Giovanni Angelo Altemps, che lo acquistò nel 1616 facendolo rifinire da Onorio Longhi. Già sei anni dopo però veniva rivenduto ai Bentivoglio, passò quindi ai Lante e poi al cardinal Mazarino e da lui ai suoi eredi Mancini. Durante questo tempo, servì da sede all'ambasciata francese prima che essa fosse trasferita nel più spazioso palazzo Farnese.
Nel 1704 il palazzo fu acquistato dal principe Giovanni Battista Rospigliosi, figlio di Camillo e nipote di papa Clemente IX, e da sua moglie, la principessa Maria Camilla Pallavicini, e divenne l'abitazione della famiglia Rospigliosi Pallavicini, che ancora ne possiede la metà; l'altra metà, ceduta dai Rospigliosi dopo la grave crisi finanziaria che coinvolse la famiglia tra le due guerre del secolo scorso, dovuta agli sforzi per sostenere gli oneri di bonifica della tenuta di Maccarese ed al contemporaneo crollo dei prezzi dei terreni, fu per molti anni la sede della Federconsorzi, ed attualmente lo è della Coldiretti. Il casino è occasionalmente affittato per riunioni e conferenze.

## Opere d'arte

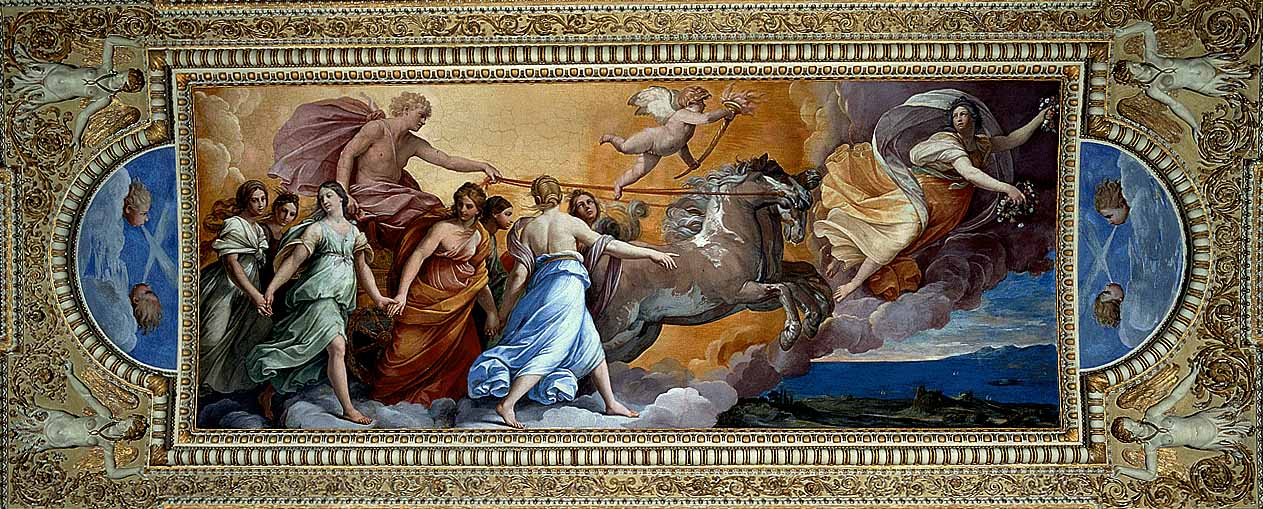
Guido Reni, L'Aurora

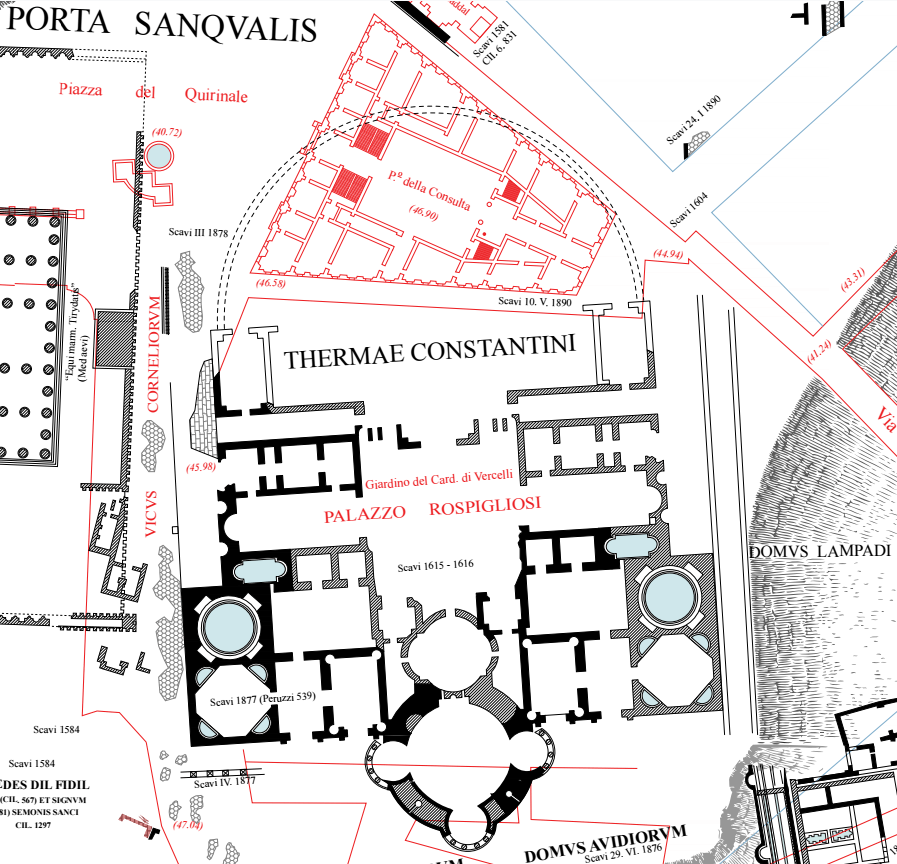
Palazzo Pallavicini Rospigliosi e Terme di Costantino nella Forma Urbis Romae di Rodolfo Lanciani

Le attrattive principali del palazzo oggi includono un piccolo museo che contiene una collezione rinascimentale-barocca e il Casino dell'Aurora, così denominato in quanto ospita l'omonimo affresco di Guido Reni (1614). Illusionisticamente poggiata al soffitto del piccolo ambiente come "quadro riportato", il dipinto raffigura Apollo nel suo carro preceduto da Aurora, che porta la luce al mondo. L'affresco di Guido è uno dei capolavori del classicismo romano e richiama i rilievi di antichi sarcofagi, di cui la facciata del Casino è riccamente istoriata.
Possibile prototipo di quest'opera del Reni è un quadro riportato della Galleria Farnese - spettante ad Agostino Carracci - che raffigura Aurora e Cefalo.
Sulle pareti sono quattro affreschi delle stagioni dipinti da Paul Bril e due trionfi dipinti da Antonio Tempesta.
La Galleria d'arte Pallavicini, il cui primo nucleo fu costituito dal cardinale Lazzaro Pallavicini, include oggi più di 540 pitture, disegni e sculture di artisti come Annibale Carracci, Pietro da Cortona, Nicolas Poussin, Botticelli, Lorenzo Lotto (Trionfo della Castità), Diego Velázquez, Peter Paul Rubens, Domenichino, Luca Signorelli, Guido Reni e Guercino. Non accessibile al pubblico, essa costituisce, con le collezioni possedute dalle famiglie Colonna e Doria-Pamphilij, una delle più grandi raccolte private d'arte a Roma.
Gli ambienti sono affrescati da Giovanni da San Giovanni (Carro della Notte, 1622-1627, in evidente dialogo col Carro dell'Aurora di Guido Reni nel Casino), Paul Bril e altri, e una loggia in giardino è decorata dagli affreschi di Orazio Gentileschi e di Agostino Tassi.

## Elenco
- Francesco Allegrini, Giuditta con la testa di Oloferne, 1610-1620
- Anonimo romano sec. XVII, Ritratto di Pietro Banchieri in veste di Pulcinella, 1667-1669 (già in collezione Rospigliosi)
- Anonimo sec. XVIII, Ritratto di Giovan Battista Rospigliosi (già in collezione Rospigliosi)
- Il Baciccio, Ritratto di papa Clemente IX, 1667-1669
- Sisto Badalocchio, Ermafrodito e Salmace, 1605-1620
- Lazzaro Baldi, Incoronazione di Maria Vergine, 1650-1703
- Lazzaro Baldi, Paradiso, 1650-1703
- Federico Barocci, Madonna con Bambino, 1567-1569
- Giovanni di Bartolomeo, Ultima comunione di san Girolamo, 1500
- Jacopo Bassano, Sacra Famiglia con san Giovannino, 1560-1590
- Pompeo Batoni, Visitazione, 1736-1740 (già in collezione Rospigliosi)
- Giuseppe Belloni, Ercole e Iole, 1650-1699
- Giuseppe Belloni, Martirio di san Sebastiano, 1650-1699
- Giuseppe Belloni, Ratto di Europa, 1650-1699
- Giuseppe Belloni, Sansone e Dalila, 1650-1699
- Giuseppe Belloni, Tancredi ed Erminia, 1650-1699
- Marco Benefial, Ritratto di Camilla Orsini Borghese, 1700-1764
- Christian Berentz, Natura morta con vaso di fiori, 1690-1699
- Giovanni Bilivert, Salomone adora gli idoli, 1600-1644
- Giovanni Bilivert, San Raffaele Arcangelo rifiuta i doni di Tobia, 1612-1644
- Jan Frans van Bloemen, Paesaggio con Belvedere Vaticano e figure, 1741
- Jan Frans van Bloemen, Paesaggio con castello e figure, 1688-1749
- Jan Frans van Bloemen, Paesaggio con figure, 1688-1749 (già in collezione Rospigliosi)
- Jan Frans van Bloemen, Paesaggio con fuga in Egitto, 1688-1749
- Jan Frans van Bloemen, Paesaggio con il Colosseo e l'arco di Costantino, 1741 (già in collezione Rospigliosi)
- Jan Frans van Bloemen, Paesaggio con il tempio di Vesta a Tivoli, 1688-1749
- Jan Frans van Bloemen, Paesaggio con vaso e monumenti romani, 1688-1749
- Jan Frans van Bloemen, Paesaggio lacustre con figure, Paesaggio rupestre con figure, 1690-1699
- Andries Both, Festino, 1635-1641
- Andries Both, Zingara che legge la mano, 1635-1641
- Botticelli, Derelitta, 1480, tempera su tavola, 47×45 cm (già in collezione Rospigliosi)
- Botticelli, Trasfigurazione di Cristo, san Girolamo e sant'Agostino, 1500 ca., tempera su tavola, 28×36 cm (già in collezione Rospigliosi)
- Botticelli, Madonna con Bambino, san Giovannino e angeli, 1490-1499 (già in collezione Rospigliosi)
- Leonard Bramer, Giocatori di carte, 1640-1674
- Leonard Bramer, Interno con scena di banchetto, 1616-1629
- Giacinto Brandi, Cherubini, 1665-1675
- Giacinto Brandi, Santa Maria Maddalena ai piedi della croce, 1640-1691
- Giacinto Brandi, Santa Maria Maddalena, 1670-1691
- Bartholomeus Breenbergh, Veduta di Roma con l'interno del Colosseo (?), 1618-1657
- Denijs Calvaert, Santa Cecilia, 1560-1599
- Andrea Camassei, San Luca che dipinge la Madonna, 1620-1649 (già in collezione Rospigliosi)
- Andrea Camassei, Adorazione del Bambino (già in collezione Rospigliosi)
- Simone Cantarini, Madonna con Bambino e san Carlo Borromeo, 1630-1648
- Simone Cantarini, Madonna con Bambino e san Francesco d'Assisi, 1630-1648
- Simone Cantarini, Ritratto femminile, 1630-1648
- Simone Cantarini, Sacra Famiglia con sant'Anna, 1630-1648
- Simone Cantarini, San Filippo Neri e due angeli, 1630-1648
- Domenico Maria Canuti, Pietà, 1640-1684
- Angelo Caroselli, Giuditta con la testa di Oloferne, 1600-1652
- Angelo Caroselli, Santa Marta rimprovera santa Maria Maddalena per la sua vanità, 1600-1652
- Annibale Carracci, Incoronazione di spine, 1620-1630
- Annibale Carracci, Ritratto femminile, 1585-1590
- Annibale Carracci, San Francesco d'Assisi riceve le stimmate, 1590-1610
- Ludovico Carracci, Cristo ridona la vista al cieco nato, 1603-1604
- Ludovico Carracci, San Pietro, 1610-1615
- Ludovico Carracci o Francesco Brizio, Sansone distrugge il tempio, 1615-1619 (già in collezione Ludovisi)
- Giovanni Agostino Cassana, Natura morta con brocche, ortaggi, pollame e galline, 1680-1720
- Bernardo Castello, Apollo e Dafne, 1600-1610
- Bernardo Castello, Narciso alla fonte, 1600-1610
- Valerio Castello, Adorazione dei pastori, 1640-1659
- Paolo Cattamara, Sottobosco con fiori, gatto, serpente e conigli, 1630-1668
- Paolo Cattamara, Sottobosco con fiori, volpe, tartaruga e quaglie, 1630-1668
- Antonio Cavallucci, Madonna, 1780-1795
- Michelangelo Cerquozzi, Ercole al bivio, 1640-1660
- Michelangelo Cerquozzi, Erminia e i pastori, 1640-1660
- Michelangelo Cerquozzi, Erminia e i pastori, 1645-1655
- Michelangelo Cerquozzi, Fumatori di tabacco, 1640-1660
- Michelangelo Cerquozzi, Giocatori d'azzardo, 1640-1660
- Michelangelo Cerquozzi, Scena contadinesca con figure, 1640-1660
- Michelangelo Cerquozzi, Sosta presso rudere romano, 1640-1660
- Michelangelo Cerquozzi, Studio del pittore, 1640-1660
- Michelangelo Cerquozzi/Alessandro Salucci, Arco di trionfo, Colosseo e figure, 1650-1660
- Michelangelo Cerquozzi/Alessandro Salucci, Marina con porto, rotonda, edifici e figure, 1650-1660
- Giovan Domenico Cerrini, Ecce Homo, 1665-1670 (già in collezione Rospigliosi)
- Giovanni Domenico Cerrini, San Pietro liberato dal carcere, 1670-1675
- Giuseppe Chiari, San Francesco di Paola resuscita i muratori travolti dal crollo di un edificio, 1725-1727
- Carlo Cignani, Cinque sensi, 1669-1679
- Antonio Cioci, Paesaggio fluviale con pescatori, 1758-1792
- Antonio Circignani, Ercole e Onfale, 1610-1620
- Viviano Codazzi, Cortile di palazzo con donne al bagno e vascello, 1625-1649
- Viviano Codazzi, Interno di palazzo con figure, 1625-1649
- Viviano Codazzi, Interno di palazzo con fontane e figure, 1625-1649
- Viviano Codazzi/Michelangelo Cerquozzi, Distribuzione della minestra ai poveri con rovine, 1625-1660
- Viviano Codazzi/Michelangelo Cerquozzi, Fattoria con rovine e figure al tramonto, 1625-1660
- Viviano Codazzi/Michelangelo Cerquozzi, Ingresso di villa con figure, 1625-1660
- Viviano Codazzi/Michelangelo Cerquozzi, Villa con portico e figure, 1625-1660
- Viviano Codazzi/Perrier François, Ingresso di villa con rovine e figure, 1625-1665
- Sebastiano Conca, Sant'Agostino, 1740
- Sebastiano Conca, Testa di donna (×4), 1719-1764
- Pietro da Cortona, Aurora che rapisce Cefalo, disegno
- Pietro da Cortona, Guerriero che trafigge un barbaro, disegno
- Pietro da Cortona, Riposo durante la fuga in Egitto con allegoria della Passione, 1630-1640, olio su tela
- Jacques Courtois, Combattimento tra cavalieri (×3), 1650-1690
- Jacques Courtois, Scena di battaglia, 1670-1676
- Carlo Antonio Crespi, Natura morta con piatto di pere, 1740-1760
- Juan de Zurbarán, Natura morta con cesto d'uva, melagrane e fichi, 1640-1649
- Jacopino Del Conte, Ritratto maschile, 1535-1550
- Carlo Dolci, Allegoria della Poesia, 1650-1699
- Carlo Dolci, Madonna addolorata, 1650-1699
- Domenichino, Peccato originale, 1621-1623 (già in collezione Ludovisi)
- Domenico Duprà, Ritratto del principe Mario Chigi, 1710-1770
- Adam Elsheimer, Soldati che giocano a dadi, 1620-1640
- Ferraù Fenzoni, Salita di Cristo al monte Calvario, 1599-1605
- Defendente Ferrari, Cristo benedicente e san Bartolomeo, 1500-1540
- Defendente Ferrari, Cristo in pietà e simboli della Passione, 1500-1540
- Defendente Ferrari, Due apostoli, (×4), 1500-1540
- Defendente Ferrari, San Nicola da Tolentino, 1500-1540
- Pier Francesco Foschi, Salita di Cristo al monte Calvario, 1525-1567
- Baldassarre Franceschini, David con la testa di Golia, 1630-1690
- Marcantonio Franceschini, Santa Maria Maddalena penitente, 1670-1729
- Filippo Gagliardi/Giovanni Benedetto Castiglione, Circe trasforma in animali i compagni di Ulisse, 1630-1659
- Filippo Gagliardi/Giovanni Benedetto Castiglione, Corteo di Sileno, 1630-1659
- Filippo Gagliardi/Giovanni Benedetto Castiglione, Sacrificio a Pan, 1630-1659
- Filippo Gagliardi/Giovanni Benedetto Castiglione, Tempio di Pan, 1630-1659
- Giovanni Antonio Galli, Cherubini, 1620-1652
- Marzio Ganassini, Scena di battaglia, 1600-1620
- Gandolfino d'Asti, Presentazione di Gesù al Tempio, 1493-1518
- Lorenzo Garbieri, Fucina di vetrai, 1600-1654
- Luigi Garzi, Cupido estrae una spina dal piede di una ninfa, 1700-1710
- Luigi Garzi, Venere consegna la freccia a Cupido, 1700-1710
- Camillo Gavasetti, Diana e Atteone, 1615-1630
- Giacinto Gimignani, Allegoria della Speranza (già in collezione Rospigliosi)
- Giacinto Gimignani, Allegoria del dominio mediceo su Pistoia (già in collezione Rospigliosi)
- Giacinto Gimignani, Armida tenta di uccidere Rinaldo, 1635-1640
- Giacinto Gimignani, Gloria di san Clemente, 1630-1681 (già in collezione Rospigliosi)
- Giacinto Gimignani, Riposo nella fuga in Egitto, 1680-1681
- Giacinto Gimignani, Venere allatta Cupido, 1640-1650
- Ludovico Gimignani, Maddalena in meditazione, disegno, 26,7×18,5 cm (già in collezione Rospigliosi)
- Ludovico Gimignani, Miracolo di santa Maria Maddalena de' Pazzi, 1660-1690 (già in collezione Rospigliosi)
- Ludovico Gimignani, Pietà, 1660-1697 (copia del dipinto di Annibale Carracci al Museo di Capodimonte a Napoli)
- Ludovico Gimignani, Putti (×2), 1660-1697
- Ludovico Gimignani, Ragazzo con cane da caccia, 1660-1697
- Ludovico Gimignani, Riposo nella fuga in Egitto, 1660-1697
- Ludovico Gimignani, San Pietro d'Alcantara, 1667-1690 (già in collezione Rospigliosi)
- Ludovico Gimignani, Scena allegorica, 1663-1697
- Luca Giordano, Comunione degli apostoli, 1659-1660
- Luca Giordano, Conversione di San Paolo, 1680-1685 (già in collezione Rospigliosi)
- Luca Giordano, Cristo e l'adultera, 1650-1750
- Luca Giordano, Giudizio di Paride, 1684-1686
- Luca Giordano, Giuliano l'Apostata, 1685-1686 (già in collezione Rospigliosi)
- Luca Giordano, Morte di Lucrezia, 1684-1686
- Francesco Giovane, Busto di vecchio in armatura, 1630-1669
- Giovanni da Asola, Adorazione dei pastori, 1500-1531
- Antoon Goubau, Sosta di soldati, 1635-1698
- Antiveduto Gramatica, Giaele, 1620-1626
- Francesco Graziani, Scena di battaglia (×2), 1650-1699
- Guercino, Madonna con Bambino e san Giovannino, 1620-1670
- Giovanni Francesco Guerrieri, Allegoria della Virilità che vince l'Inganno, la Bugia, la Maldicenza e l'Invidia, 1611-1657
- Joseph Heintz il Giovane, Veduta di Venezia con il Molo dal bacino di S. Marco, 1623-1644
- Joseph Heintz il Giovane, Veduta di Venezia con regata sul Canal Grande, 1623-1644
- Jacob de Heusch, Paesaggio con viandanti, 1675-1701
- Jacob de Heusch, Paesaggio (×6), 1675-1701
- Monsù Bernardo, Cena in Emmaus, 1650-1687
- Monsù Bernardo, Figura maschile con fiore, 1650-1687
- Jan van Kessel il Vecchio, Natura morta con anfora di fiori, ortaggi e frutta, Natura morta con piatto di frutta, tazza di fragole, zucca e uccelli, 1650-1670
- Jan van Kessel il Vecchio, Natura morta con cesto di funghi, frutta e porcellino d'India, 1650-1670
- Jan van Kessel il Vecchio, Natura morta con ortaggi, frutta e selvaggina, Natura morta con pesci, ortaggi, cane e gatto, 1650-1670
- Pieter van Laer, Autoritratto, 1625-1630
- Filippo Lauri, Alfeo e Aretusa, 1670-1694
- Filippo Lauri, Glauco e Scilla, 1670-1694
- Filippo Lauri, Madonna assunta, 1665-1670
- Filippo Lauri, Martirio di san Pietro Martire, 1643-1694
- Hendrik Frans Van Lint, Paesaggio con borgo e armenti, 1724
- Hendrik Frans Van Lint, Paesaggio con città e castello, 1724
- Hendrik Frans Van Lint, Paesaggio con fattoria e contadini, 1724
- Hendrik Frans Van Lint, Paesaggio con fattoria sul lago, 1724
- Hendrik Frans Van Lint, Paesaggio nordico, 1741
- Hendrik Frans Van Lint, Veduta della campagna romana con il castello di Torrenova, 1741
- Hendrik Frans Van Lint, Veduta di Roma con il tempio di Castore e Polluce e il tempio di Antonino e Faustina, 1720
- Hendrik Frans Van Lint, Veduta di Roma con la fontana dell'Acqua Felice, 1710-1763

- Filippino Lippi, Mardocheo piange di fronte all'ingresso del palazzo reale, 1475-1480
- David Loreti, Ritratto di cardinale, 1710-1760
- David Loreti, Ritratto di gentildonna, 1710-1760
- David Loreti, Ritratto di GIuseppe Rospigliosi, 1710-1760 (già in collezione Rospigliosi)
- David Loreti, Ritratto di Luigi Rospigliosi Pallavicini, 1710-1760 (già in collezione Rospigliosi)
- David Loreti, Ritratto di principessa Rospigliosi Pallavicini, 1710-1760
- Claude Lorrain, Paesaggio da villa Madama (II versione), 1637 (già in collezione Rospigliosi)
- Claude Lorrain, Paesaggio con Mercurio e Aglauro (già in collezione Rospigliosi)
- Claude Lorrain, Paesaggio con Mercurio e Aglauro, disegno (già in collezione Rospigliosi)
- Claude Lorrain, Paesaggio costiero con Mercurio e Aglauro, disegno (già in collezione Rospigliosi)
- Claude Lorrain, Le stagioni danzano al suono del Tempo, disegno (già in collezione Rospigliosi)
- Claude Lorrain, Le Eliadi piangono sulla tomba di Fetonte, disegno (già in collezione Rospigliosi)
- Claude Lorrain, Tempio di Venere (già in collezione Rospigliosi)
- Johann Carl Loth, Ritratto di uomo anziano con barba, 1655-1698
- Lorenzo Lotto, Trionfo della Castità, 1530 ca., olio su tela, 73×114 cm (già in collezione Rospigliosi)
- Benedetto Luti, Ritratto di Maria Camilla Pallavicini, 1686-1724
- Zanobi Machiavelli, Madonna con Bambino e due angeli, 1450-1455
- Maestro degli Angeli Pallavicini, Angelo con chiodi, 1615-1625
- Maestro degli Angeli Pallavicini, Angelo con corona di spine, 1615-1625
- Maestro degli Angeli Pallavicini, Angelo con croce, 1615-1625
- Maestro degli Angeli Pallavicini, Angelo con flagello, 1615-1625
- Maestro degli Angeli Pallavicini, Angelo con lancia e spugna, 1615-1625
- Maestro degli Angeli Pallavicini, Angelo con velo della Veronica, 1615-1625
- Maestro degli Angeli Pallavicini, Cinque sensi, 1600-1624
- Bartolomeo Manfredi, San Giovanni Evangelista, 1615 (replica del dipinto ai Musei capitolini di Roma)
- Carlo Maratta, Madonna della Neve, 1660-1725 (già in collezione Rospigliosi)
- Carlo Maratta, Ritratto del cardinale Giacomo Rospigliosi, 1668
- Carlo Maratta, Ritratto del cardinale Giacomo Rospigliosi, 1668
- Carlo Maratta/Tamm Franz Werner von, Ghirlanda di fiori con amorini, 1694
- Otto Marseus van Schrieck, Sottobosco con fiori, farfalle e rettili, 1650-1670
- Otto Marseus van Schrieck, Sottobosco con fiori, funghi e insetti, 1650-1670
- Lucio Massari, Compianto sul Cristo morto, 1620-1625
- Lucio Massari, Lot e le figlie, 1610-1615
- Lucio Massari, Madonna con Bambino tra due santi Domenicani, 1595-1605
- Lucio Massari, Rinaldo e Armida, 1610-1612 (già in collezione Ludovisi)
- Lucio Massari, Trionfo di David, 1609-1612 (già in collezione Ludovisi)
- Agostino Masucci, Ritratto del cardinale Antonio Banchieri, 1728
- Paolo De Matteis, Abramo e i tre angeli, 1680-1728
- Paolo De Matteis, Lot e le figlie, 1680-1728
- Jan Miel, Cortile di osteria, 1620-1663
- Jan Miel, Giacobbe e la sua famiglia si recano in Egitto (?), 1655-1663
- Jan Miel, Ritratto di papa Urbano VIII, 1641-1643
- Pier Francesco Mola, Estasi di santa Maria Maddalena, 1630-1648
- Pier Francesco Mola, Ritratto di vecchia, 1660-1666
- Pier Francesco Mola, San Giovanni Battista, 1660-1666
- Jean Baptiste Mole, Sacra Famiglia con angeli, 1636-1661
- Pietro Montanini, Marina con pescatori e barche, 1658-1660
- Pietro Montanini, Marina con veliero che carica mercanzia, 1658-1660
- Giovanni Maria Morandi, Riposo nella fuga in Egitto, 1665-1673
- Girolamo Muziano, San Pietro Martire (già in collezione Rospigliosi)
- Pietro Navarra, Allodole, 1690-1714
- Pietro Navarra, Natura morta con beccaccia, 1690-1714
- Pietro Navarra, Natura morta con cacciagione, 1690-1714 (già in collezione Rospigliosi)
- Pietro Navarra, Natura morta con frutta, fiori e galline, 1690-1714
- Pietro Navarra, Natura morta con frutta, fiori, tappeto e bicchieri, 1690-1714
- Pietro Navarra, Natura morta con frutta, fontana e pappagallo, 1690-1714
- Pietro Navarra, Natura morta con frutta, fontana e pavone, 1690-1714
- Pietro Navarra, Natura morta con frutta, tappeto e cane maltese, 1690-1714
- Pietro Navarra, Natura morta con selvaggina, 1690-1708
- Pietro Navarra, Natura morta con uva, melagrane, tini e galline, 1690-1714
- Pietro Navarra, Quaglia, 1690-1708
- Jacopo Palma il Giovane, Cristo morto sorretto da due angeli, 1570-1628
- Jacopo Palma il Giovane, Peccato originale, 1600-1628
- Pietro Nelli, Ritratto di Nicolò Maria Rospigliosi Pallavicini (già in collezione Rospigliosi)
- Niccolò dell'Abate, Paesaggio con san Girolamo, 1540-1552
- Mario Nuzzi, Natura morta con vaso di fiori (×4), 1640-1670
- L'Ortolano, Sacra Famiglia, 1510-1520 (già in collezione Rospigliosi)
- Gregorio Pagani, Pietà e angeli, 1580-1605
- Giovanni Paolo Panini, Disputa di Gesù con i dottori del Tempio, 1730-1765
- Parmigianino, San Giovannino (già in collezione Rospigliosi)
- Pietro di Giovanni, Morte di san Francesco d'Assisi, 1420-1425
- Nicolas Poussin (copia da), Genio con il corno dell'abbondanza
- Nicolas Poussin (copia da), Autoritratto
- Mattia Preti, Morte di Sofonisba
- Mattia Preti, Ratto di Europa, 1630-1699
- Mattia Preti, Ratto di Ganimede, 1630-1699
- Mattia Preti, Ratto di Proserpina, 1630-1699
- Christian Reder, Battaglia (×2) (entrambe già in collezione Rospigliosi)
- Guido Reni, Carro dell'Aurora, 1622, affresco
- Guido Reni, Cristo crocifisso, 1638-1640
- Guido Reni, David, 1620-1699
- Guido Reni, Perseo libera Andromeda, 1630-1639
- Guido Reni, San Marco Evangelista, 1600-1699 (replica del dipinto al palazzo Rosso di Genova)
- Gian Pietro Rizzi, Madonna con Bambino, 1500-1549
- Michele Rocca, Crocifissione di san Pietro, 1695-1751
- Michele Rocca, Moltiplicazione dei pani e dei pesci, 1695-1751
- Giovanni Francesco Romanelli, Cleopatra, 1630-1662
- Giovanni Francesco Romanelli, Musa, 1630-1662
- Giovanni Francesco Romanelli, Pie donne al sepolcro, 1645-1650
- Giovanni Francesco Romanelli, Polifemo e Galatea, 1630-1635
- Cristoforo Roncalli, San Giovanni Battista nel deserto, 1605-1610
- Johann Melchior Roos, Paesaggio con edificio in rovina, pastori e armenti, 1680-1731
- Mariano Rossi, Sacra Famiglia con san Giovannino, santa Elisabetta e san Zaccaria, 1750-1807
- Pasquale Rossi, Maestra di scuola, 1650-1725
- Pasquale Rossi, Testa d'uomo, 1675-1699
- Peter Paul Rubens, San Paolo, 1613-20
- Peter Paul Rubens, San Mattia, 1613-20
- Peter Paul Rubens, San Pietro, 1613-20
- Peter Paul Rubens, Cristo, 1613-20
- Peter Paul Rubens, San Simone, 1613-20
- Peter Paul Rubens, San Filippo, 1613-20
- Peter Paul Rubens, San Tommaso, 1613-20
- Peter Paul Rubens, San Giacomo Maggiore, 1613-20
- Peter Paul Rubens, San Giacomo Minore, 1613-20
- Peter Paul Rubens, San Bartolomeo, 1613-20
- Peter Paul Rubens, Sant'Andrea, 1613-20
- Peter Paul Rubens, San Matteo, 1613-20
- Peter Paul Rubens, San Giovanni Evangelista, 1613-20
- Andrea Sacchi, Apostolo, 1635-1640
- Antonello de Saliba, Madonna con Bambino, 1500-1505
- Giovanni Battista Salvi, Madonna addolorata, 1630-1685
- Carlo Saraceni, Madonna con Bambino, sant'Anna e un angelo, 1610-1650
- Lucrezia Scarfaglia, Autoritratto, 1678
- Ippolito Scarsella, Assunzione di Enoch, 1570-1620
- Ippolito Scarsella, Giuseppe venduto dai fratelli, 1570-1620
- Bartolomeo Schedoni, Putti abbracciati, 1595-1605
- Bartolomeo Schedoni, Sacra Famiglia con san Giovannino, 1600-1649
- Bartolomeo Schedoni, San Giovanni Battista predica nel deserto, 1595-1605
- Johann Heinrich Schönfeld, Marina con bagnanti, 1630-1682
- Johann Heinrich Schönfeld, Tempio di Diana, 1630-1682
- Sinibaldo Scorza, Ritorno di Abramo e Lot a Canaan, 1605-1631
- Sinibaldo Scorza, Sacrificio di Noè, 1605-1631
- Luca Signorelli, Madonna con Bambino, san Giovannino e san Girolamo (?), 1480-1490
- Francesco Solimena, Sant'Ignazio di Loyola, 1725-1730
- Giovanni Battista Speranza, Lot e le figlie, 1620-1640
- Giovanni Stanchi, Natura morta con vaso di fiori (×2), 1628-1699
- Giovanni Stanchi, Natura morta con vaso e cesto di fiori, 1628-1679
- Giovanni Stanchi, Natura morta con fiori e selvaggina, 1628-1699
- Giovanni Stanchi, Natura morta con vaso di fiori, cedri e selvaggina, 1628-1699
- Vespasiano Strada, Crocifissione di Cristo, 1582-1622
- Pierre Subleyras, Guarigione del paralitico, 1728-1749
- Giusto Suttermans, Ritratto di Ferdinando II de' Medici, 1650-1655
- Franz Werner Tamm, Natura morta con fiori, frutta e pavone, 1685-1699 (già in collezione Rospigliosi)
- Franz Werner Tamm, Natura morta con fiori, funghi e selvaggina, 1685-1699
- Agostino Tassi, Paesaggio marino, 1615-1630
- Agostino Tassi, Palazzi in riva al mare, 1600-1644
- Antonio Tempesta, Caccia al cervo, 1580-1630
- Antonio Tempesta, Scena di battaglia, 1595-1605
- Antonio Tempesta, Scena di caccia al leone, 1600-1649
- David Teniers il Giovane, Natura morta con interno di cucina, 1650-1660 (già in collezione Rospigliosi)
- David Teniers il Giovane, Caccia all'anatra in un paesaggio, 1660-1685
- David Teniers il Giovane, Natura morta con selvaggina, strumenti per la caccia e falco in un paesaggio, 1660-1685
- Alessandro Tiarini, Sansone e Dalila, 1640-1650
- Giovan Battista Tinti, Cena in Emmaus, 1580-1590
- Tintoretto, Ritratto del procuratore Priamo Lechi, 1580-1594
- Benvenuto Tisi, San Giacomo Maggiore, 1520-1530
- Flaminio Torri, Madonna con Bambino, 1640-1661
- Flaminio Torri, Madonna, 1640-1661
- Flaminio Torri, Riposo nella fuga in Egitto, 1640-1661
- Flaminio Torri, San Francesco d'Assisi in preghiera, 1640-1661
- Flaminio Torri, San Girolamo penitente nel deserto, 1640-1661
- Flaminio Torri, Sibilla, 1640-1661
- Francesco Trevisani, Cristo deposto sorretto da angeli, 1715-1724
- Alessandro Turchi, San Giacomo Maggiore, 1640-1649
- Herman Van Swanevelt, Paesaggio con il Colosseo, pastori e armenti, 1629-1641
- Herman Van Swanevelt, Veduta della campagna romana con la tomba di Cecilia Metella, 1629-1641
- Zenone Varelli, Natura morta con anemoni, 1669
- Zenone Varelli, Natura morta con vaso di fiori e spartito, 1669-1672
- Zenone Varelli, Natura morta con vaso di fiori (×2), 1669-1672
- Alessandro Varotari, Allegoria della Vanità, 1610-1648
- Antonio Maria Vassallo, Natura morta con cesto di uova, formaggi, mucca, pecora e animali da cortile, 1640-1670
- Antonio Maria Vassallo, Natura morta con vassoi di dolci, pollame e carne macellata, 1640-1670
- Diego Velazquez, Rissa, 1630 ca., olio su tela, 28,9×39,6 cm (già in collezione Rospigliosi)
- Jacob Ferdinand Voet, Ritratto di Giovan Battista Rospigliosi Pallavicini, 1660-1689
- Jacob Ferdinand Voet, Ritratto di gentiluomo, 1660-1689
- Jacob Ferdinand Voet, Ritratto di Lorenzo Onofrio Colonna, 1660-1689
- Jacob Ferdinand Voet, Ritratto di Tommaso Rospigliosi, castellano di Castel Sant'Angelo, 1660-1689
- Jacob Ferdinand Voet, Ritratto di Vincenzo Bali di Malta
- Karel van Vogelaer, Natura morta con fiori e frammenti architettonici, 1675-1695 (già in collezione Rospigliosi)
- Karel van Vogelaer, Natura morta con vaso di fiori, 1675-1695 (già in collezione Rospigliosi)
- Karel van Vogelaer, Pappagallo e garofani, 1675-1695
- Karel van Vogelaer, Pappagallo e rosa, 1675-1695
- Gaspar van Wittel, Paesaggio con borgo e figure, Paesaggio con castello, 1715-1720
- Gaspar van Wittel, Paesaggio marino, Paesaggio marino con castello, 1712
- Gaspar van Wittel, Veduta di Roma con il Campo Vaccino dal portico del convento dell'Aracoeli, 1682-1703
- Gaspar van Wittel, Veduta di Roma con il Colosseo e l'arco di Costantino, Paesaggio con pastori, 1715-1720
- Gaspar van Wittel, Veduta di Roma con il Colosseo, 1680-1736
- Gaspar van Wittel, Veduta di Roma con il ponte Rotto, 1685
- Gaspar van Wittel, Veduta di Roma con il tempio di Saturno e la chiesa dei SS. Luca e Martina, 1685-1690
- Gaspar van Wittel, Veduta di Roma con il Tevere al porto di Ripa Grande, 1685